# Isidro García
Isidro García Ayala (* 15. Mai 1976 in Villa Guerrero, Mexiko) ist ein ehemaliger mexikanischer Boxer im Fliegengewicht.

## Profikarriere
Im Jahre 1994 begann er erfolgreich seine Profikarriere. Am 18. Dezember 1999 boxte er gegen José López um die WBO-Weltmeisterschaft und gewann durch einstimmige Punktrichterentscheidung. Diesen Gürtel verlor er allerdings bereits in seiner zweiten Titelverteidigung im Dezember des darauffolgenden Jahres an Fernando Montiel durch Knockout.
Im Jahre 2010 beendete er seine Karriere.